# 황산면 (김제시)
황산면(凰山面)은 대한민국의 전북특별자치도 김제시에 설치된 면이다.

## 개요
황산면은 김제시에서 호남고속도로 김제 나들목 방향으로 5Km 지점에 위치하며, 동쪽으로는 금구면, 서쪽으로는 검산동, 신풍동, 남쪽으로는 봉남면, 북쪽으로는 용지면이 자리를 잡고 있다.

## 역사
- 조선시대 전라도 금구군 일북면(一北面)·이북면(二北面)
- 1895년 음력 윤5월 1일 전주부 금구군[2]
- 1896년 8월 4일 전북특별자치도 금구군[3]
- 1914년 4월 1일 일북면·이북면 일원과 남면·서도면·하서면 일부를 통합하여 전라북도 김제군 쌍감면(雙坎面)으로 개편하였다.[4] (9리)
- 1935년 3월 1일 쌍감면을 황산면으로 개칭하였다.[5]

| 전라북도령 제1호         |             |
| 구 행정구역              | 신 행정구역 |
| 쌍감면 옥성리            | 금구면 일부 |
| 쌍감면(옥성리 제외) 일원 | 황산면 일원 |
| 하리면 오정리            | 황산면 일원 |
- 1989년 1월 1일 난봉리·황산리·오정리를 신설 김제시에 편입하였다.[6] (6리)
- 1995년 1월 1일 전라북도 김제시 황산면[7]

## 행정 구역
- 용마리
- 홍정리
- 봉월리
- 쌍감리
- 남산리
- 진흥리